# ستيفن ديكسون
ستيفن ديكسون (12 يوليو 1958 في المملكة المتحدة - ) (بالإنجليزية: Stephen Dixon)‏ هو لاعب كريكت بريطاني. لعب مع Norfolk County Cricket Club ‏.

## وصلات خارجية
- ستيفن ديكسون على موقع إي آس بي آن كريك إنفو (الإنجليزية)